# 窪田吾朗
窪田 吾朗（くぼた ごろう、1944年5月31日 - ）は、日本の男性俳優。北海道出身。

## 人物
劇団童夢主宰。多くの舞台作品を手がけ、自身も俳優として出演。
声優としてコンピュータゲームにも出演しており、甲高い声での老人役が多い。かつてはフェザードに所属していた。

## 出演作品

### テレビドラマ
- 俺たちの旅（1976年、日本テレビ）
- 徳川家康（1983年、NHK大河ドラマ） - 平手汎秀
- おしん（1983年4月4日 - 1984年3月31日、NHK連続テレビ小説）
- 真田太平記（1985年 - 1986年、NHK大河ドラマ） - 上杉の重臣
- 独眼竜政宗（1987年、NHK大河ドラマ） - 医師玄斎
- 八代将軍吉宗（1995年、NHK大河ドラマ）
- ある日、嵐のように 第8話（2001年、NHK総合）
- 恋するトップレディ 第9話（2002年、関西テレビ）
- 夢みる葡萄〜本を読む女〜（2003年、NHK総合）
- 菊亭八百善の人びと（2004年、NHK総合テレビ）
- 家裁判事伊奈守草介の事件日誌〜私が殺しました－自首した殺人犯は少年だった（2004年5月21日、テレビ東京）
- ラストプレゼント 娘と生きる最後の夏 第10話（2004年、日本テレビ）
- 義経（2005年、NHK大河ドラマ） - 旅の僧
- ファイト（2005年、NHK連続テレビ小説）
- 相棒（テレビ朝日）
  - 相棒Season 5　第19話「殺人シネマ」（2007年3月7日）- 「海峡の虹」の監督・織原晃一郎（森山周一郎）を知る小堀省吾
  - 相棒Season 7 第7話「最後の砦」（2008年12月3日）- 管理人
  - 相棒Season 10 第12話「つきすぎている女」（2012年1月18日）- ハローワークの職員
- NEXT ラストメッセージ（2009年6月18日、関西テレビ）
- 梅ちゃん先生（2012年4月、NHK連続テレビ小説） - 店の客
- 平清盛（2012年6月3日、NHK大河ドラマ） - 図書允俊成

### テレビアニメ
2016年
- 境界のRINNE（ショウスケ）
- D.Gray-man HALLOW（眼鏡枢機卿）※窪田五郎と誤記

2017年
- エルドライブ【ēlDLIVE】（Dr.ラヴ〈影武者〉）

### ゲーム
- 聖なるかな -The Spirit of Eternity Sword 2-（2007年8月3日） - エトル・ガバナ
- 魔界戦記ディスガイア3（2008年1月31日） - じいや
- インフィニットループ 古城が見せた夢（2008年7月24日） - ペリテ
- プリニー 〜オレが主人公でイイんスか?〜（2008年11月20日） - カルダモン、マスター・ド・スパイス
- プリニー2 〜特攻遊戯! 暁のパンツ大作戦ッス!!〜（2010年3月25日）

### 吹き替え
- 殺人の啓示 〜死を誘う男〜（2014年10月8日DVD発売） - プライス神父（ドナルド・サザーランド）
- エレメンタリー ホームズ&ワトソン in NY（2014年11月27日）

### ドラマCD
- 魔界戦記ディスガイア3 ドラマCD Vol.1 〜奇奇怪怪!悪魔だらけの強化合宿!〜（2008年3月26日） - じいや
- 魔界戦記ディスガイア3 ドラマCD Vol.2 〜奇奇怪怪!悪魔だらけの強化合宿!〜（2008年4月23日） - じいや

### ナレーション
- かぐやひめ おはなし絵本
- ももたろう おはなし絵本